# Монтенегру (микрорегион)

Монтенегру на карте.

Монтенегру (порт. Microrregião de Montenegro) — микрорегион в Бразилии, входит в штат Риу-Гранди-ду-Сул. Составная часть мезорегиона Агломерация Порту-Алегри. 
Население составляет 202 517 человек (на 2010 год). Площадь — 2 081,945 км². Плотность населения — 97,27 чел./км².

## Демография
Согласно сведениям, собранным в ходе переписи 2010 года Национальным институтом географии и статистики (IBGE), население микрорегиона составляет:
| Полное население                             | Полное население                             | Полное население                             | Полное население                             | 202 517 |
| -------------------------------------------- | -------------------------------------------- | -------------------------------------------- | -------------------------------------------- | ------- |
| в том числе:                                 | Городское население                          | 151 034                                      | Процент городского населения, %              | 74,58   |
| в том числе:                                 | Сельское население                           | 51 483                                       | Процент сельского населения, %               | 25,42   |
| в том числе:                                 | Мужское население                            | 101 251                                      | Процент мужского населения, %                | 50,00   |
| в том числе:                                 | Женское население                            | 101 266                                      | Процент женского населения, %                | 50,00   |
| Плотность населения, чел/км²                 | Плотность населения, чел/км²                 | Плотность населения, чел/км²                 | Плотность населения, чел/км²                 | 97,27   |
| Население микрорегиона в % к населению штата | Население микрорегиона в % к населению штата | Население микрорегиона в % к населению штата | Население микрорегиона в % к населению штата | 1,89    |

## Статистика
- Валовой внутренний продукт на 2003 год составляет 2 815 730 079,00 реалов (данные: Бразильский институт географии и статистики).
- Валовой внутренний продукт на душу населения на 2003 год составляет 14 885,89 реалов (данные: Бразильский институт географии и статистики).
- Индекс развития человеческого потенциала на 2000 год составляет 0,819 (данные: Программа развития ООН).

## Состав микрорегиона
В составе микрорегиона включены следующие муниципалитеты:
1. Алту-Фелис
2. Армония
3. Баран
4. Бон-Принсипиу
5. Брошиер
6. Вали-Реал
7. Капела-ди-Сантана
8. Линья-Нова
9. Марата
10. Монтенегру
11. Пареси-Нову
12. Портан
13. Посу-дас-Антас
14. Салвадор-ду-Сул
15. Сан-Жозе-ду-Ортенсиу
16. Сан-Жозе-ду-Сул
17. Сан-Педру-да-Серра
18. Сан-Себастьян-ду-Каи
19. Сан-Венделину
20. Тупанди
21. Фелис